# Havermelkelite
Havermelkelite is een neologisme voor een elite die verantwoord gedrag vertoont. Het gaat dus om een elite, een kleine groep in een maatschappij, met buitengewone kwalificaties of privileges, waardoor zij op een bepaald vlak de hoogste positie inneemt. Het woord werd in 2019 bedacht door journalist Jonas Kooyman als vertaling van de term aspirational class van de Amerikaanse planologe Elizabeth Currid-Halkett. Havermelkelite werd verspreid op het gelijknamige Instagramaccount en in de loop der tijd overgenomen in de media. In 2023 was het woord zover ingeburgerd dat er door het Instituut voor de Nederlandse Taal (INT) afgeleide woorden werden gesignaleerd.

## Oorsprong
In 2019 sprak de journalist Jonas Kooyman met de Amerikaanse planologe Elizabeth Currid-Halkett, naar aanleiding van haar in 2017 geschreven boek The Sum of Small Things: A Theory of the Aspirational Class. Deze hoogopgeleide groep mensen met een hoog cultureel kapitaal, niet zozeer een dikke portemonnee, kiest bewust voor verantwoord gedrag. Ze eten biologisch voedsel en gebruiken een katoenen boodschappentas. Ook huren ze kindermeisjes en hulp in de huishouding in om hun kinderen beter te laten ontwikkelen en zelf tijd over te houden om yoga en pilates te doen. Kooyman zocht naar een Nederlandse term als vertaling voor de Aspirational Class die ook wel latte liberals wordt genoemd, en bedacht het woord havermelkelite.
Havermelk is een plantaardig alternatief voor koemelk dat is ontwikkeld voor mensen met lactose-intolerantie of koemelkallergie. Het product is begin jaren 1990 uitgevonden door voedingswetenschapper Rickard Öste van de Zweedse Universiteit van Lund, die het bedrijfje Oatly oprichtte. Haverdrank kan met veel minder water en energie worden gemaakt dan koemelk. Haver kan door lokale boeren worden verbouwd. De pulp die na productie overblijft is bruikbaar als veevoer en daarmee ook een duurzame vervanger voor soja. In 2014 werd Toni Petersson CEO van Oatly en hij startte de Wow, no cow-campagne. Mede dankzij een door de zuivellobby aangespannen rechtszaak steeg de bekendheid en verkoop in Zweden razendsnel, en was het product ook in de Benelux spoedig in de supermarkten te krijgen.
Kooyman is een geboren en getogen Amsterdammer. Hij ging elke ochtend langs bij een koffiebar en merkte daarbij dat steeds meer leeftijdgenoten havermelk bij hun koffie bestelden. Eerst bestelde maar een op de acht klanten bijvoorbeeld een cappuccino of latte met havermelk, al gauw waren het zeven van de acht. De omslag ging zo snel dat er in de zomer van 2021 zelfs een tekort ontstond aan havermelk: havermelkschaarste. De term latte liberals verwijst naar de trendy koffiebarretjes met flexwerkers op hun laptops. De havermelk voegde net dat scheutje duurzaamheid toe, om de elite treffend te beschrijven.

## Achtergrond
Currid-Halketts onderzoekswerk staat in een lange traditie. In 1899 schreef de Amerikaanse socioloog Thorstein Veblen zijn boek The theory of the leisure class; an economic study of institutions. Veblen paste Darwin's evolutietheorie op het moderne economische leven toe. Hij analyseerde de verborgen statusmotieven achter de vrijetijdsbestedingen, sport, godsdienstbeoefening en esthetische uitingen van de heersende klasse. De nouveau riche, de hogere middenklasse met nieuwvergaarde rijkdom, deed aan opzichtige consumptie om hun welvaart te benadrukken. Ze wilden daarmee hun sociale status verhogen.
Met de opkomst van de consumptiemaatschappij groeide de groep die onzinnige aankopen kon doen. Het aanschaffen van goederen of diensten die je niet nodig hebt, werd een middel om te laten zien dat je niet voor je buren onderdoet. Dit kopieergedrag noemt men in Amerika Keeping up with the Joneses. In extremere gevallen kan opzichtige consumptie een uiting zijn van narcisme of verslaving.
Hun buren die echt rijk zijn, houden de hand op de knip en vallen juist niet op door uiterlijk of consumptiepatroon. Het merendeel is zelf millionair geworden, werkt hard in een baan die loont; heeft een stabiel huwelijk met ook een zuinige, budgetbewuste partner; geeft minder om een hoge sociale status dan om financiële onafhankelijkheid; en is gefocust op het opbouwen van eigen kapitaal.

## Verspreiding en inburgering
Nadat freelance journalist Jonas Kooyman het woord Havermelkelite had bedacht, begon hij begin 2020 een gelijknamige Substacknieuwsbrief en Instagramaccount. De nieuwsbrief groeide dankzij een spottende toon en had in mei 2022 een bereik van 7300 lezers. Dit leidde voor Kooyman tot een baan als redacteur mode- en stadsleven bij NRC. Daarnaast werkt hij voor uitgeverij Das Mag aan een boek over het moderne stadsleven.
Om te bepalen of een nieuw woord (neologisme) een blijvend verschijnsel is, gebruiken taalkundigen de FUDGE-test. Het Instituut voor de Nederlandse Taal (INT) heeft havermelkelite zowel het Woordenboek van Nieuwe Woorden als het Algemeen Nederlands Woordenboek opgenomen met de betekenis van elite die verantwoord gedrag vertoont. In 2023 beschreef het INT het woord uitvoeriger met:
‘Groep, elite’ die bestaat uit meestal hoogopgeleide mannen en vrouwen die veelal wonen en werken in een grote stad en die bepaald gedrag zouden vertonen, bijvoorbeeld yoga beoefenen, naar podcasts luisteren en verantwoorde producten eten en drinken, zoals koffie met havermelk’.
Dit was in een beschrijving van een "nieuw woord van de week": havermelklatte-index. Dit is een 'index die aangeeft hoeveel je in een bepaalde tijdsperiode had kunnen besparen als je het geld zou hebben belegd dat je in die tijd hebt uitgegeven aan kleine luxes zoals havermelklattes.' Die index is dus handig voor de freelancende creatievelingen (Young Urban Creatives) die zich van opdracht naar opdracht slepen, en het minst stabiele inkomen hebben met de hoogste jaarrekening aan havercino's.
Met de inburgering van het woord, zal de betekenis ervan gaan schuiven en ook het gebruik veranderen. Amsterdammers die in 2023 in het Parool reageerden op een uitzending over de havermelkelite oordeelden verschillend. De een noemt 'de havermelkelite een elitaire monocultuur bevolkt door betweterige, progressieve aspirant-bourgeoisie', de ander vindt de vooroordelen verwerpelijk en wijst op de inclusieve en milieuvriendelijke kant van havermelk. Meer reacties: 'hun accent is supergoois, maar niet gewoon Amsterdams'; 'deze kinderen van de voormalige yuppen zijn de nieuwe zondebok' voor 'gentrificatie en prijsstijgingen'; 'VanMoof lijkt symbool te staan voor alles waar de havermelkelite voor staat': Een mooi concept dat een wegwerpproduct blijkt te zijn.; 'De zogenaamde elite, die op hun VanMoof met iPhone in de hand naar een sportles in trainingsboetiek om de hoek scheuren, zijn veelal expats.'; Het Parool zet groepen tegen elkaar op', alleen maar om de krant vullen.